# 국가정치총국
국가정치총국(러시아어: Государственное политическое управление, 가수다르스트벤노예 빨리띠체스코예 우쁘라블례니예, 약칭 러시아어: ГПУ 게페우[*], GPU)은 소련의 정보기관으로 내무인민위원회의 전신이다. 1922년 2월 6일부터 1922년 12월 29일까지 러시아 소비에트 연방 사회주의 공화국(RSFSR) 소속이었고 1922년 12월 29일부터 1923년 11월 15일까지 소비에트 연방 소속이었던 정보 기관이자 비밀 경찰이었다.